# Трета вълна на феминизма
Третата вълна на феминизма е феминистко движение, започнало в началото на 90-те години на XX век, известно в десетилетията преди четвъртата вълна. Основани на напредъка на гражданските права на втората вълна, феминистките от третата вълна от Поколение X, родени през 60-те и 70-те г., прегръщат разнообразието и индивидуализма при жените и се опитват да предефинират какво означава да си феминистка. Третата вълна вижда появата на нови феминистки течения и теории, като междусекторността, сексуалната позитивност, вегетарианския екофеминизъм, трансфеминизма и постмодерния феминизъм. Според феминистката учена Елизабет Еванс „объркването около това, което представлява третата вълна на феминизма, е в някои отношения неговата определяща черта“. 
Третата вълна е видима в показанията на американката Анита Хил по американската телевизия през 1991 г. пред съдебната комисия на Сената на САЩ, съставена изцяло от бели мъже, че съдията Кларънс Томас я е тормозил сексуално. Терминът „трета вълна“ се приписва на Ребека Уокър, която отговаря на назначаването на Томас във Върховния съд със статия в сп. „Мис“, „Да станеш третата вълна“ ("Becoming the Third Wave") (1992). Тя пише:
| „ | Затова пиша това като молба към всички жени, особено към жените от моето поколение: нека потвърждението на Томас да ви напомни, както на мен, че битката далеч не е приключила. Нека това отхвърляне на преживяването на една жена ви разгневи. Превърнете това възмущение в политическа сила. Не гласувайте за тях, освен ако не работят за нас. Не правете секс с тях, не разчупвайте хляба с тях, не се грижете за тях, ако те не дават приоритет на свободата ни да контролираме телата и живота си. Аз не съм феминистка след феминизма. Аз съм Третата вълна. | “ |

Уокър се опитва да постанови, че феминизмът от третата вълна не е просто реакция, а движение само по себе си, защото феминистката кауза има още работа пред себе си. Терминът „междусекторност“ за описване на идеята, че жените изпитват „слоеве потисничество“, причинени например от пола, расата и класата, е въведен от Кимбърле Креншоу през 1989 г. и по време на третата вълна концепцията процъфтява.
В допълнение, третата вълна на феминизма се проследява до появата на феминистката пънк субкултура riot grrrl в Олимпия, Вашингтон в началото на 1990-те г. Тъй като феминистките се появяват онлайн в края на 90-те и началото на 2000-те г. и достигат глобална аудитория с блогове и електронни списания, те разширяват целите си, като се съсредоточават върху премахването на стереотипите за ролята на пола и до разширяването на феминизма, за да включат жени с различна расова и културна идентичност.

## История
Правата, придобити от феминистките от втората вълна, служат като основа за третата вълна. Успехите включват Раздел IX (равен достъп до образование), публична дискусия относно злоупотребата и изнасилването на жени, достъпа до контрацепция и други репродуктивни услуги (включително легализирането на аборта), създаването и прилагането на политики за сексуален тормоз за жени на работно място, създаването на убежища срещу насилие срещу жени и деца у дома, услугите за грижите за деца, образователното финансиране за млади жени и програмите за изследвания на жените.
Цветнокожите феминистки като Глория Анзалдуа, бел хукс, Шери Морага, Одри Лорд, Максин Хонг Кингстън, Лесли Мармън Силко и членовете на Комбахи Ривър Кълектив се стремят да договорят пространство във феминистката мисъл за разглеждане на расата. Моргани Анзалдуа публикуват антологията This Bridge Called My Back (1981), която заедно с All the Women Are White, All the Blacks Are Men, But Some of Us Are Brave (1982), редактирана от Акаша Глория Хъл, Патриша Бел-Скот и Барбара Смит твърдят, че втората вълна на феминизма се е фокусирала основно върху проблемите на белите жени. Акцентът върху пресечната точка между раса и пол става все по-видим.
В края на 1970-те и началото на 1980-те г. се раждат феминистките секс войни като реакция срещу радикалния феминизъм от втората вълна и неговите възгледи за сексуалността, противопоставяйки се с концепцията за „сексуална позитивност“ и възвестявайки третата вълна.
Друг важен момент за началото на третата вълна е публикуването през 1990 г. на „Безпокойствата около родовия пол. Феминизмът и подриването на идентичността“ от Джудит Бътлър, което скоро се превръща в едно от най-влиятелните произведения на съвременната феминистка теория. В него Бътлър се аргументира срещу хомогенизиращите концепции за „жени“, които имат нормативен и изключващ ефект не само в социалния свят по-широко, но също така и във феминизма. Такъв е случаят не само с жените от расовата или работническата класа, но и с мъжествените, лесбийските или небинарните жени. Те очертават теорията си за пола като перформативност, която постулира, че полът работи чрез налагане на поредица от повторения на вербални и невербални действия, които генерират „илюзията“ за съгласувано и разбираемо полово изразяване и идентичност, които иначе са лишени от каквато и да е есенциална характеристика. И накрая, Бътлър развива твърдението, че няма естествен пол, но че онова, което наричаме така, винаги е вече културно медиирано и следователно неделимо от социалния пол. Тези възгледи са основополагащи за полето на Куиър теорията и изиграват основна роля в развитието на феминистките теории и практики от третата вълна.

## Ранни години

### Анита Хил
През 1991 г. американската адвокатка и университетска преподавателка Анита Хил, когато е питана, обвинява Кларънс Томас, афро-американски съдия, номиниран за Върховния съд на Съединените щати, в сексуален тормоз. Томас отрича обвиненията, като ги нарича „високотехнологичен линч“. След обширен дебат Сенатът на Съединените щати гласува с 52 срещу 48 в полза на Томас. В отговор сп „Мис“ публикува статия на Ребека Уокър, озаглавена „Да станеш третата вълна“, в която тя заявява: „Аз не съм феминистка след феминизма. Аз съм третата вълна“. Мнозина твърдят, че Томас трябва да бъде оправдан заради плановете си да създаде възможности за цветнокожите. Когато Уокър пита партньора си за мнението му и той казва същото, тя пита: „Кога прогресивните черни мъже ще дадат приоритет на моите права и благополучие?“ Тя иска расово равенство, но без да отхвърля жените.
През 1992 г., наречена „Годината на жената“, четири жени влизат в Сената на Съединените щати, за да се присъединят към двете други. На следващата година Кей Бейли Хътчисън печели специални избори, като броят на жените достига седем. 90-те години на XX век в САЩ виждат първата жена главен прокурор (Джанет Рено) и държавен секретар (Мадлин Олбрайт), втората жена във Върховния съд, Рут Бадер Гинсбърг, и първата първа дама на САЩ Хилари Клинтън, да имат независима политическа, правна и активистка кариера.

### Riot grrrl
Появата на riot grrrl, феминистката пънк субкултура, в началото на 90-те години в Олимпия, Вашингтон, бележи началото на третата вълна на феминизма. Тройното "r" в grrrl има за цел да върне думата момиче (girl на английски) за жените. Алисън Пипмайер пише, че riot grrrl и бюлетинът Action Girl на Сара Дайър формулират стил, реторика и иконография за grrrl зини, които идват да дефинират феминизма на третата вълна и които се фокусират върху гледната точка на подрастващите момичета. Базирано на хардкор пънк рока, движението създава зини и изкуство, говори за изнасилване, патриархат, сексуалност и овластяване на жените, подкрепя и организира жените в музиката. Недатиран флаер от турне на музикалната група Бикини Кил пита „Какво е Riot grrrl?“:
| „ | ЗАЩОТО във всяка медийна форма виждам нас/себе пляскана, обезглавявана, осмивана, обективизирана, изнасилвана, тривиализирана, блъскана, игнорирана, стереотипизирана, ритана, презирана, малтретирана, заглушавана, обезсилвана, ръгана с нож, прострелвана, душена и убивана... ЗАЩОТО трябва да се създаде безопасно пространство за момичетата, където можем да отворим очи и да протегнем ръка една към друга, без да бъдем заплашени от това сексистко общество и нашите ежедневни глупости. ... ЗАЩОТО ние, момичетата, искаме да създадем медии, които говорят с НАС. Уморени сме от момчешка банда след момчешка банда, момчешки зин след момчешки зин, момчешки пънк след момчешки пънк. ЗАЩОТО съм уморена от тези неща, които ми се случват; Аз не съм шибана играчка. Не съм боксова круша. Не съм шега. | “ |

Riot grrrl се основава на философията „Направи си сам“ на пънк ценностите, възприемайки антикорпоративна позиция на самодостатъчност и разчитане на собствените сили. Техният акцент върху универсалната женска идентичност и сепаратизма често изглежда по-тясно свързан с втората вълна на феминизма. Групите, свързани с движението, включват Братмобайл, Екскюз 17, Джак Оф Хил, Фри Китън, Хевънс ту Бетси, Хъги Беър, L7, Фифт Калъмн и Тим Дреш, а най-известната е Бикини Кил.

Културата Riot grrrl дава на хората пространството да предприемат промяна в макро, мезо и микромащаб. Както Кевин Дън обяснява:
Използвайки „направи си сам“ етиката на пънка, за да осигури ресурси за индивидуално овластяване, Riot Grrrl насърчи жените да участват в множество места на съпротива. На макро ниво Riot Grrrls се съпротивляват на доминиращите конструкции на обществото за женственост. На мезониво те се съпротивляват на задушаването на половите роли в пънка. На микрониво те предизвикват полови конструкции в семействата си и сред връстниците си.
Загиването на riot grrrl е свързано с комерсиализацията и погрешното представяне на посланието им, главно чрез медийно отразяване. В сп. „Билборд“ Дженифър Кейшин Армстронг заявява:
| „ | В началото на 90-те г. женското движение изглеждаше мъртво за мейнстрийма. Малко поп културни фигури прегърнаха термина „феминистки“. Ъндърграунд пънк движението, известно като "Riot Grrrl", изплаши всеки извън него, докато пробивният сингъл на Аланис Морисет"You Oughta Know" изплаши всички останали още повече. Тогава, в средата на десетилетието, Спайс Гърлс взеха целия този страх и направиха феминизма, популяризиран като Girl Power, забавен. Изведнъж обикновени момичета далеч извън класните стаи по изследвания на жените имаха поне представа за това, което ще бъде известно в странните кръгове като феминизъм от Третата вълна – водени от Поколение X, настояващо за сексуална свобода и уважение към традиционно „момичешки“ занимания като грим и мода, сред много други въпроси. | “ |

Ел Хънт от NME заявява: „Групите Riot grrrl като цяло бяха много фокусирани върху това да осигурят място за жените на концерти. Те разбираха колко е важно да се даде на жените платформа и глас да говорят срещу насилниците. За много млади жени и момичета, които вероятно изобщо не са следвали сцената на Riot grrrl, Спайс Гърлс внесоха този дух в мейнстрийма и го направиха достъпен.“

## Цел
Вероятно най-голямото предизвикателство пред третата вълна на феминизма е, че придобивките на втората вълна на феминизма се приемат за даденост и значението на феминизма не се разбира. Баумгарднър и Ричардс (2000) пишат: „За всеки, роден след началото на 60-те години на XX век, присъствието на феминизма в живота ни се приема за даденост. За нашето поколение феминизмът е като флуорид. Едва забелязваме, че го имаме – той е просто във водата.“
По същество твърдението е, че равенството между половете вече е постигнато чрез първите две вълни и по-нататъшните опити да се настоява върху правата на жените са неуместни и ненужни или може би дори са тласнали махалото твърде далеч в полза на жените. Този проблем се проявява в разгорещените дебати за това дали положителните действия създават равенство между половете или наказват белите мъже от средната класа за биологичната история, която са наследили. Следователно третата вълна на феминизма се фокусира върху повишаване на съзнанието – „способността на човек да отвори ума си за факта, че мъжкото господство наистина засяга жените от нашето поколение, е това, от което се нуждаем“.
Феминистките от третата вълна често се занимават с микрополитика и оспорват парадигмата на втората вълна относно това какво е добро за жените. Привържениците на третата вълна на феминизма казват, че това позволява на жените сами да определят феминизма. Описвайки третата вълна на феминизма в Manifesta: Young Women, Feminism And The Future (2000), Дженифър Баумгарднър и Ейми Ричардс предполагат, че феминизмът може да се променя с всяко поколение и индивид:
| „ | Фактът, че феминизмът вече не е ограничен до арени, където очакваме да го видим – Националнара организация за жените, сп. „Мис“, изследвания на жените и конгресменки, може би означава, че младите жени днес наистина са пожънали това, което е посял феминизмът. Отгледани след Раздел IX и „Куклата на Уилям“ [книжка с картинки от американката Шарлот Золотоу от 1972 г. – един от първите текстове за деца, които се занимават с нетрадиционните полови стереотипи], младите жени излизат от колежа или гимназията или две години брак или първата си работа и започват да предизвикват част от получената мъдрост от последните десет или двадесет години феминизъм. Ние не правим феминизма по същия начин, по който го правеха феминистките от 70-те г.; да бъдеш освободен не означава да копираш това, което е било преди, а да намериш свой собствен път - път, който е истински за собственото поколение. | “ |

Феминистките от третата вълна използват личните разкази като форма на феминистка теория. Изразяването на личния опит дава на жените пространство да признаят, че не са сами в потисничеството и дискриминацията, пред които са изправени. Използването на тези разкази има предимства, тъй като записва лични данни, които може да не са налични в традиционните исторически текстове.
Идеологията на третата вълна се фокусира върху по-постструктуралистка интерпретация на пола и сексуалността. Постструктуралистките феминистки виждат бинарностите като „мъж-жена“ като изкуствена конструкция, създадена да поддържа властта на доминиращата група. Джоан Скот пише през 1998 г., че „постструктуралистите настояват, че думите и текстовете нямат фиксирани или присъщи значения, че няма прозрачна или самоочевидна връзка между тях и идеи или неща, няма основно или крайно съответствие между езика и света“.

### Връзка с втората вълна
Втората вълна на феминизма често е обвинявана, че е елитарна и игнорира групи като цветнокожи жени и транссексуални жени, вместо това се фокусира върху бели цисджендърни жени от средната класа. Феминистките от третата вълна поставят под съмнение вярванията на своите предшественички и започват да прилагат феминистката теория към по-голямо разнообразие от жени, които преди това не са били включени във феминистка дейност.
Ейми Ричардс определя феминистката култура за третата вълна като „трета вълна, защото е израз на това, че си израснал с феминизма“. Феминистките от втората вълна израстват там, където политиката се преплита в културата, като например „Кенеди, войната във Виетнам, гражданските права и правата на жените“. За разлика от тях третата вълна произлиза от културата на „пънк роак, хип-хопа, зиновете, продуктите, консуматорството и Интернета“. В творба, озаглавена „Поколения, академични феминистки в диалог“, Даян Елам пише:
| „ | Този проблем се проявява, когато старшите феминистки настояват младшите феминистки да бъдат добри дъщери, защитавайки същия вид феминизъм, който техните майки застъпваха. Въпроси и критики са разрешени, но само ако изхождат от утвърдената марка феминизъм. На дъщерите не им е позволено да измислят нови начини на мислене и феминизъм за себе си; политиката на феминистките трябва да приеме същата форма, която винаги е приемала. | “ |

Ребека Уокър в To Be Real: Telling the Truth and Changing the Face of Feminism (1995) пише за страха си от отхвърляне от майка си (Алис Уокър) и кръстницата си (Глория Стейнем), защото оспорва техните възгледи:
| „ | Младите жени феминистки се оказват, че наблюдават речта и тона си в творбите си, за да не разстроят по-възрастните си майки феминистки. Съществува определена пропаст между феминистките, които смятат себе си за втора вълна и тези, които биха се определили като трета вълна. Въпреки че възрастовите критерии за феминистки от втора вълна и феминистки от трета вълна са мътни, на по-младите феминистки определено им е трудно да се докажат достойни като феминистки учени и активисти. | “ |

## Проблеми

### Насилие срещу жени
Насилието срещу жени, включително изнасилването, домашното насилие и сексуалният тормоз, става централен въпрос. Организации като V-Day, създадени с цел прекратяване на насилието, основано на пола, и творчески прояви, като „Монолози за вагината“, пораждат осведоменост. Феминистките от третата вълна искат да трансформират традиционните представи за сексуалността и да прегърнат „изследване на чувствата на жените относно сексуалността, което включва теми, насочени към вагината, толкова различни като оргазъм, раждане и изнасилване“.

### Репродуктивни права
Една от основните цели на третата вълна на феминизма е да демонстрира, че достъпът до контрацепция и абортът са репродуктивни права на жените. Според Баумгарднър и Ричардс „целта на феминизма не е да контролира плодовитостта на която и да е жена, а само да освободи всяка жена да контролира своята собствена“. Опитът на Южна Дакота от 2006 г. да забрани абортите във всички случаи, освен когато е необходимо за защита на живота на майката, и гласуването на Върховния съд на САЩ да потвърди частичната забрана на абортите при раждане се разглеждат като ограничения върху гражданските и репродуктивните права на жените. Ограниченията върху абортите в САЩ, които са най-вече легализирани с решението на Върховния съд от 1973 г. по делото Роу срещу Уейд, стават все по-често срещани в щатите в страната. Те включват задължителни периоди на изчакване, закони за родителско съгласие и закони за съгласие на съпруга.

### Връщане на унизителните термини
Англоговорещите феминистки продължават да използват думи като „стара мома“, „кучка“, „курва“ и „путка“, за да се отнасят към жените по унизителен начин. Връщането на думата „кучка“ е подхранвано от сингъла „Всички жени са кучки“ (1994) от изцяло женската група Фифт Калъмн и от книгата Bitch: In Praise of Difficult Women (1999) от Елизабет Вурцел. 
Полезността на стратегията за връщане става гореща тема с въвеждането на SlutWalks през 2011 г. SlutWalk е транснационално движение, което призовава за край на културата на изнасилване, включително обвиняване на жертвите и засрамване на жертвите на сексуално насилие. Участниците протестират срещу обяснението или оправдаването на изнасилването, чрез позоваване на какъвто и да е аспект от външния вид на жената. Митингите започват на 3 април 2011 г. в Торонто, Канада, след като служител на полицията в Торонто предлага „жените да избягват да се обличат като уличници“ като предпазна мярка срещу сексуално насилие. Следват митинги в световен мащаб. Допълнителни SlutWalks се появяват в международен план, включително в Берлин, Лондон, Ню Йорк, Сиатъл и Западен Холивуд. Няколко феминистки блогърки разкритикуват кампанията; връщането на думата „уличница“ е поставено под въпрос.

### Сексуално освобождение
Феминистките от третата вълна разширяват дефиницията на феминистките от втората вълна за сексуално освобождение, за да „дефинират процес на осъзнаване на начините, по които идентичността и сексуалността на човека са били оформени от обществото и следователно умишлено конструирани (и да станеш свободен да изразиш) своята автентична полова идентичност“. Тъй като третата вълна на феминизма разчита на различни лични дефиниции, за да обясни феминизма, има противоречия около това какво всъщност включва сексуалното освобождение. Много феминистки от третата вълна подкрепят идеята, че жените трябва да прегърнат своята сексуалност като начин да си върнат властта.

### Други въпроси
Феминизмът от третата вълна разглежда расата, социалната класа и транссексуалните права като основен проблем. Той също така обръща внимание на въпроси на работното място като стъкления таван, несправедливите политики за отпуск по майчинство, подкрепа за майчинство за самотни майки чрез социални грижи и грижи за децата, уважение към работещите майки и правата на майките, които решат да напуснат кариерата си, за да отглеждат децата си на пълен работен ден.

## Критика

### Липса на сплотеност
Един въпрос, повдигнат от критиците, е липсата на сплотеност поради липсата на единствена причина за феминизма от третата вълна. Първата вълна се бори и печели правото на жените да гласуват. Втората вълна се бори за правото на жените да имат достъп до равни възможности в работната сила, както и за края на законовата полова дискриминация. На третата вълна се твърди, че ѝ липсва сплотена цел и често се разглежда като продължение на втората вълна. Някои твърдят, че третата вълна може да бъде наречена „Втора вълна, част втора“, когато става дума за политиката на феминизма и че „само младата феминистка култура“ е „истинска трета вълна“. Един аргумент гласи, че уравнението на феминизма от третата вълна с индивидуализма пречи на движението да расте и да се движи към политически цели. Катлин Янело пише:
| „ | Концептуалният и реалният „капан“ на феминизма на избора (между работата и дома) накара жените да се противопоставят една на друга, а не на патриархата. Индивидуализмът, възприеман като „избор“, не овластява жените; кара ги да мълчат и пречи на феминизма да се превърне в политическо движение и да се заеме с истинските проблеми на разпределението на ресурсите. | “ |

### Възражение срещу „вълнова конструкция“
Феминистки учени като Шира Тарант се противопоставят на „вълновата конструкция“, защото пренебрегва важния напредък между периодите. Освен това ако феминизмът е глобално движение, твърди тя, фактът, че „времевите периоди на първата, втората и третата вълна съответстват най-близо на американските феминистки развития“ повдига сериозни проблеми за това как феминизмът не успява да разпознае историята на политическите въпроси по целия свят. „Вълновата конструкция“, твърдят критиците, също се фокусира върху избирателните права на белите жени и продължава да маргинализира проблемите на цветнокожите жени и жените от по-ниска класа.

### Отношения с цветнокожите жени
Феминистките от третата вълна се обявяват за най-приобщаващата вълна на феминизма. Критиците отбелязват, че макар и прогресивно, все още има изключване на цветнокожите жени. Чернокожите феминистки твърдят, че „движенията за правата на жените не са били единствено за освобождението на чернокожите или на чернокожите жени. По-скоро усилия като избирателно право на жените и премахване на робството в крайна сметка издигнаха, укрепиха и облагодетелстваха бялото общество и белите жени“.

### „Момичешки“ феминизъм
Феминизмът от третата вълна често се свързва, предимно от неговите критици, с появата на т. нар. „момичешки феминистки“ и с възхода на „културата на вулгарността“. Това е така, защото тези нови феминистки се застъпват за „изразяването на женствеността и женската сексуалност като предизвикателство към обективирането“. Съответно това включва отхвърлянето на всякакви ограничения, независимо дали се считат за патриархални или феминистки, за определяне или контрол на това как жените или момичетата трябва да се обличат, да се държат или като цяло да се изразяват. Тези нововъзникващи позиции са в ярък контраст с антипорнографските насоки на феминизма, преобладаващи през 80-те години. Феминизмът от втората вълна гледа на порнографията като на насърчаване на насилието над жените. Новите феминистки постулират, че способността да се правят автономни избори относно себеизразяването може да бъде овластяващ акт на съпротива, а не просто превърнато във вътрешно потисничество.
Такива възгледи са критикувани поради субективния характер на овластяването и автономията. Учените не са сигурни дали овластяването се измерва най-добре като „вътрешно усещане за сила и свобода на действие“ или като външна „мярка за власт и контрол“. Освен това те критикуват прекомерното инвестиране в „един модел на свободна воля и избор“ на пазара на идентичности и идеи. Независимо от това, „момичешките“ феминистки се опитват да бъдат отворени към всички различни същности, като същевременно поддържат диалог за значението на идентичността и женствеността в съвременния свят.
Феминистките от третата вълна казват, че тези гледни точки не трябва да се ограничават от етикета „момичешки“ феминизъм или да се разглеждат като просто защитаване на „култура на вулгарността“. По-скоро те се стремят да включват многото различни роли, които жените изпълняват. Учени по пола като Линда Дуитс и Лизбет ван Зунен подчертават това приобщаване, като разглеждат политизирането на избора на женско облекло и как „противоречивият шивашки избор на момичета“ и жените са конституирани в публичния дискурс като „място на необходимата регулация“. По този начин хиджабът и блузките, показващи пъпа, като избор на облекло, са определени като изискващи регулиране, но по различни причини. И двете предизвикват противоречия, като същевременно изглеждат като противоположни форми на себеизразяване. През обектива на „момичешките“ феминистки човек може да разглежда и двете като символ на „политическата агентура и съпротивата срещу обективизирането“. Хиджабът може да се разглежда като акт на съпротива срещу западната амбивалентност към ислямската идентичност, а късата блузка като акт на съпротива срещу тесните възгледи на патриархалното общество за женската сексуалност. И двете са считани за валидни форми на себеизразяване.